# Tonquin Hill
Tonquin Hill är en kulle i Kanada.   Den ligger i provinsen British Columbia, i den centrala delen av landet, 3 200 km väster om huvudstaden Ottawa. Toppen på Tonquin Hill är 2 383 meter över havet, eller 295 meter över den omgivande terrängen. Bredden vid basen är 2,7 km. Tonquin Hill ingår i The Ramparts.
Terrängen runt Tonquin Hill är varierad.Trakten runt Tonquin Hill är nära nog obefolkad, med mindre än två invånare per kvadratkilometer.. Det finns inga samhällen i närheten. 
Trakten runt Tonquin Hill består i huvudsak av gräsmarker.